# Spolij
Spolij (lat. spolium) je dio starije građevine uporabljen kao građevni materijal za novu građevinu. Najčešće su to bili kameni blokovi, kapiteli, ulomci reljefa i sl. U Vidu kod Metkovića poznata je Erešova kula s mnogobrojnim uzidanim natpisima i spomenicima iz Narone.